# Herodes den store
Herodes den store, född cirka 73 f.Kr., död cirka 4 f.Kr., var tetrark ("fjärdingsfurste"; lydfurste under den romerske kejsaren) över Galileen, Samarien, Judeen och ytterligare några områden. Herodes var en god administratör men med tendenser till maktfullkomlighet. Han byggde ett stort kungapalats och påbörjade en större ombyggnad av templet i Jerusalem. Herodes den store är känd i kristna länder genom sin roll som massmördare av småbarn i Matteusevangeliet. Detta är dock inte känt genom andra historiska källor.

## Biografi
Herodes tillträdde först som ledare över Galileen (omkring 47 f.Kr.), och tio år senare fick han kontrollen över hela de nämnda områdena. Han utsågs till kung över Iudaea av den romerska senaten 40 f.Kr. och regerade där till sin död omkring 4 f.Kr. Herodesätten, den herodianska dynastin, hade judisk-idumeisk bakgrund.

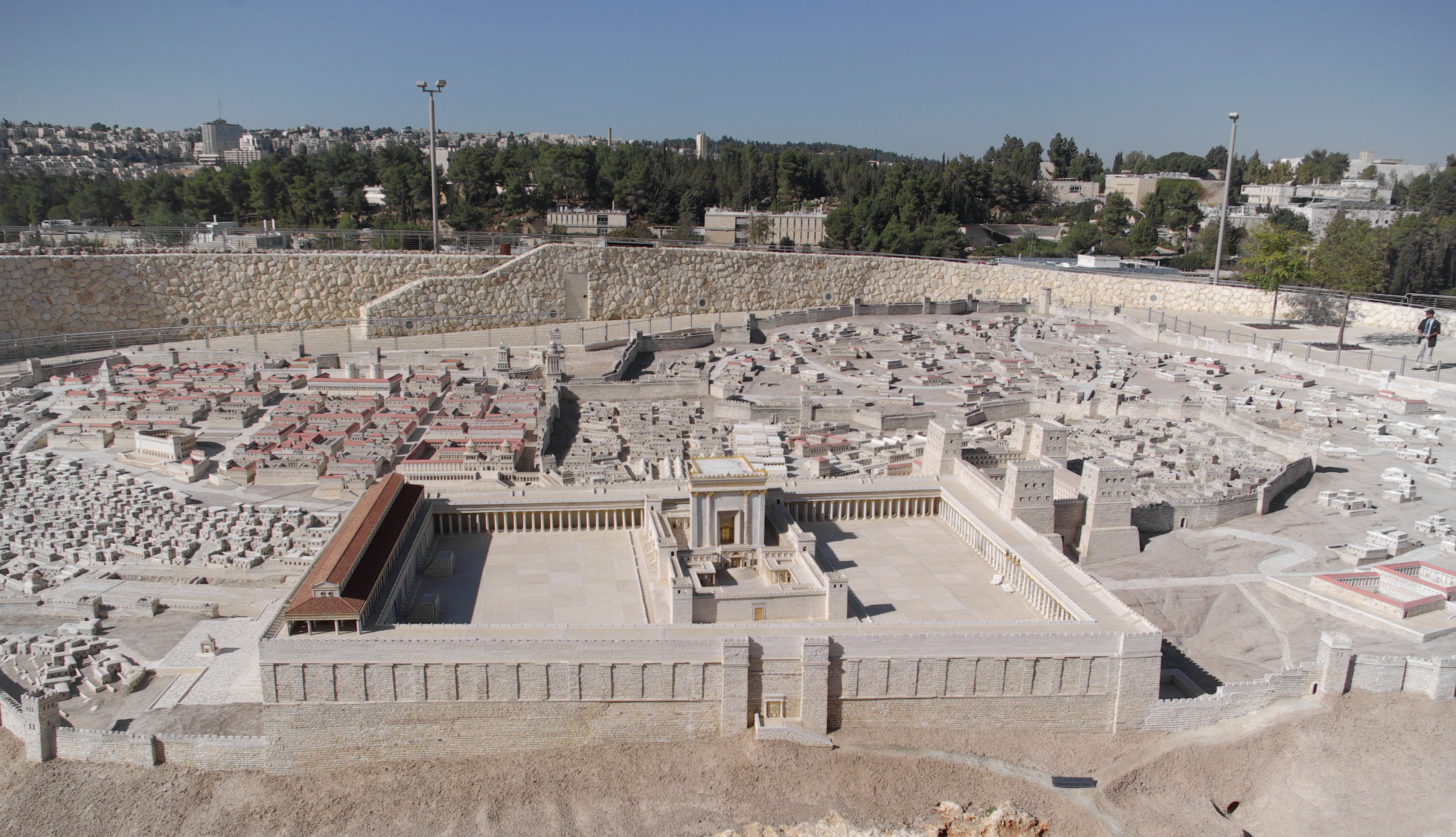
Modell av Herodes tempel.

Efter Herodes den stores död delades hans rike mellan tre av hans söner: Herodes Antipas blev tetrark i Galileen och Pereen, Herodes Filippos i Itureen och Trachonitis samt Herodes Archelaos i Judeen, Samarien och Idumeen. Iudaea kom dock strax att föras under romerskt direktstyre, under ståthållaren Quirinius.
Herodes den store blev känd som en god administratör och krigsman, men samtidigt var han maktfullkomlig och gick så långt i sitt intrigerande att han lät mörda medlemmar av sin egen familj. I Matteusevangeliet berättas att han kände sig hotad av ryktet om Messias födelse och därför lät döda alla gossebarn upp till 2 års ålder i Betlehem med omnejd. Detta är den dag som i almanackan kallas Värnlösa barns dag. Detta är dock inte belagt i andra källor, vilket kan förklaras med att det var en perifer händelse, eller att det är en religiös legend.[källa behövs] Den Herodes som lät döda Johannes Döparen (Matt 14:1-12) är dock inte Herodes den store, utan hans son Herodes Antipas. 
Herodes den store är även berömd för de byggnader han lät uppföra, bland annat uppbyggnaden av staden Caesarea Maritima, templet i Jerusalem (egentligen en omfattande renovering och tillbyggnad av Serubbabels tempel) och Antoniaborgen. 

## Familj
Herodes den store hade flera hustrur och fick flera barn. 
Kronologin och antalet för hans hustrur har varit otydligt, men har fastställts som: 
1. Doris, gift 47 f.Kr., skild 38 f.Kr., återkom till hovet 14 f.Kr.,
2. Mariamne I, gift 41/38 f.Kr., avrättad 29 f.Kr.,
3. Namn okänt, Herodes kusin, gift 29-28 f.Kr.,
4. Namn okänt, Herodes brorsdotter/systerdotter, gift 29-28 f.Kr.,
5. Mariamne II, gift efter 29 f.Kr., skild ca 6-4 f.Kr.,
6. Malthake från Samaria, gift 28 f.Kr.,
7. Kleopatra av Jerusalem, 28 f.Kr.,
8. Pallas, gift 16 f.Kr.,
9. Phaedra, gift 16 f.Kr.,
10. Elphis, gift 16 f.Kr.,

Herodes hade vad som beskrivs som ett kraftigt helleniserat hov, influerat av de grekiska hoven i Egypten och Syrien, och förmodas inte ha haft något harem utan ha levt förhållandevis monogamt genom att frekvent ta ut skilsmässa från en hustru innan han gifte om sig med nästa. Den enda av hans hustrur som förmodas ha haft titeln drottning var Mariamne I, vilket också antas vara anledningen till att han lät avrätta henne när han ville avsluta äktenskapet istället för att skilja sig från henne: hans övriga hustrur kallas inte för drottning utan för gynaikes.

## Herodes grav
I maj 2007 uppgav Ehud Netzer, en israelisk arkeolog, att han funnit Herodes grav, på Herodion, en kulle utanför Jerusalem. Netzer har arbetat med utgrävningar på platsen sedan 1972. Graven återfanns på en tidigare icke undersökt del av kullen, mellan två palats som Herodes låtit uppföra på platsen. Några vetenskapliga belägg för att detta är Herodes grav saknas och upptäckaren själv hänvisar till gravens storlek och att den troligen var byggd i en stil liknande den på Herodes tid. De flesta lämningarna på platsen påträffades under utgrävningar åren 1956–1962.